# Viola muscoides
Viola muscoides är en violväxtart som beskrevs av Rodolfo Amando Philippi. Viola muscoides ingår i släktet violer, och familjen violväxter. Inga underarter finns listade i Catalogue of Life.